# XVII. Olimpijske igre – Rim 1960.
XVII. Olimpijske igre - Rim 1960.
XVII. Olimpijske igre su održane 1960. godine u Rimu, Italija. Rim je već ranije bio određen kao grad domaćin za OI 1908 ali je tada talijanska vlada zbog erupcije vulkana Vezuva 1906. godine odlučila odustati od organizacije, te su te Igre te godine održane u Londonu. MOO je za domaćina Igara 1960. izabrao Rim u konkurenciji više gradova u kojoj su bili: Lozana, Detroit, Budimpešta, Bruxelles, Mexico City i Tokio.
Igre u Rimu su bile prve kojima je globalni razvoj i širenje televizije pomogao u promociji i emitiranju prijenosa natjecanja. Zabilježeno je da je preko 100 televizijskih kanala prenosilo program Igara u Europi, SAD, Kanadi i Japanu. Time je postignut golem interes za Igre, a i pojavu prvih televizijskih športskih zvijezda.
Bile su to zadnje Igre na kojima je nastupila momčad Južnoafričke Republike prije zabrane koja je uslijedila zbog politike rasne segregacije. Toj je državi nastup ponovno dozvoljen 1992. godine.
Tijekom Igara posebno se istaknulo nekoliko natjecatelja:
- Danski jedriličar Paul Elvstrøm je osvojio svoju četvrtu uzastopnu zlatnu medalju, treću u kategoriji 'Fin', te je time postao prvi športaš u pojedinačnim športovima kojemu je to pošlo za rukom.
- Mačevalac Aladár Gerevich iz Mađarske je osvojio svoju šestu uzastopnu zlatnu medalju u ekipnom natjecanju, disciplina sablja, što je do danas nedostignuti rekord u ekipnim športovima.
- Wilma Rudolph, atletičarka iz SAD-a, osvojila je tri zlata u sprinterskim disciplinama. Zanimljivo je da je kao dijete oboljela od dječje paralize, ali se uz šport uspješno oporavila i postala olimpijski pobjednik!
- Abebe Bikila iz Etiopije je pobijedio u maratonu, trčeči bos! Bikila je postao prvi olimpijski pobjednik iz Afrike.
- Cassius Clay, kasnije poznat kao Muhammad Ali, osvojio je zlato u lako-teškoj kategoriji.
- Danski biciklist Knut Jensen kolabirao je tijekom utrke te kasnije preminuo u bolnici. Bilo je to drugi puta u povijesti da je neki natjecatelj preminuo tijekom natjecanja na Olimpijskim igrama, prvi puta se to dogodilo Portugalcu Franciscu Lazaru, maratoncu, na Igrama 1912.
- Po ukupnom broju medalja športaši SSSR-a su potvrdili svoju premoć, osvojivši pri tome više od četvrtine ukupno dodijeljenih zlatnih medalja!

## Popis športova
Plivanje, skokovi u vodu i vaterpolo su smatrani različitim disciplinama istog športa.
| - atletika - biciklizam - boks - dizanje utega - gimnastika - hokej na travi - hrvanje - jedrenje - kajak i kanu na mirnim vodama - košarka |  | - konjički šport - mačevanje - moderni petoboj - nogomet - plivanje - skokovi u vodu - streljaštvo - vaterpolo - veslanje |

## Popis podjele medalja
(medalje domaćina posebno istaknute)
| Olimpijske igre 1960 |                         |       |        |        |        |
| Plasman              | Država                  | Zlato | Srebro | Bronca | Ukupno |
| 1                    | SSSR                    | 43    | 29     | 31     | 103    |
| 2                    | SAD                     | 34    | 21     | 16     | 71     |
| 3                    | Italija                 | 13    | 10     | 13     | 36     |
| 4                    | Ujedinjeni Njemački tim | 12    | 19     | 11     | 42     |
| 5                    | Australija              | 8     | 8      | 6      | 22     |
| 6                    | Turska                  | 7     | 2      | 0      | 9      |
| 7                    | Mađarska                | 6     | 8      | 7      | 21     |
| 8                    | Japan                   | 4     | 7      | 7      | 18     |
| 9                    | Poljska                 | 4     | 6      | 11     | 21     |
| 10                   | Čehoslovačka            | 3     | 2      | 3      | 8      |
| 11                   | Rumunjska               | 3     | 1      | 6      | 10     |
| 12                   | Velika Britanija        | 2     | 6      | 12     | 20     |
| 13                   | Danska                  | 2     | 3      | 1      | 6      |
| 14                   | Novi Zeland             | 2     | 0      | 1      | 3      |
| 15                   | Bugarska                | 1     | 3      | 3      | 7      |
| 16                   | Švedska                 | 1     | 2      | 3      | 6      |
| 17                   | Finska                  | 1     | 1      | 3      | 5      |
| 18                   | Austrija                | 1     | 1      | 0      | 2      |
| 18                   | Jugoslavija             | 1     | 1      | 0      | 2      |
| 20                   | Pakistan                | 1     | 0      | 1      | 2      |
| 21                   | Norveška                | 1     | 0      | 0      | 1      |
| 21                   | Etiopija                | 1     | 0      | 0      | 1      |
| 21                   | Grčka                   | 1     | 0      | 0      | 1      |
| 24                   | Švicarska               | 0     | 3      | 3      | 6      |
| 25                   | Francuska               | 0     | 2      | 3      | 5      |
| 26                   | Belgija                 | 0     | 2      | 2      | 4      |
| 27                   | Iran                    | 0     | 1      | 3      | 4      |
| 28                   | Nizozemska              | 0     | 1      | 2      | 3      |
| 28                   | Južnoafrička Republika  | 0     | 1      | 2      | 3      |
| 30                   | Argentina               | 0     | 1      | 1      | 2      |
| 30                   | Egipat                  | 0     | 1      | 1      | 2      |
| 32                   | Kanada                  | 0     | 1      | 0      | 1      |
| 32                   | Tajvan                  | 0     | 1      | 0      | 1      |
| 32                   | Gana                    | 0     | 1      | 0      | 1      |
| 32                   | Indija                  | 0     | 1      | 0      | 1      |
| 32                   | Maroko                  | 0     | 1      | 0      | 1      |
| 32                   | Portugal                | 0     | 1      | 0      | 1      |
| 32                   | Singapur                | 0     | 1      | 0      | 1      |
| 39                   | Brazil                  | 0     | 0      | 2      | 2      |
| 39                   | Zapadna Indija          | 0     | 0      | 2      | 2      |
| 41                   | Irak                    | 0     | 0      | 1      | 1      |
| 41                   | Meksiko                 | 0     | 0      | 1      | 1      |
| 41                   | Španjolska              | 0     | 0      | 1      | 1      |
| 41                   | Venecuela               | 0     | 0      | 1      | 1      |
|                      | Ukupno                  | 152   | 149    | 160    | 461    |